# Прямоугольная функция

Прямоугольная функция

Прямоуго́льная фу́нкция, едини́чный и́мпульс, прямоуго́льный импульс, или нормированное прямоугольное окно́ — кусочно-постоянная функция следующего вида:
{\displaystyle \mathrm {rect} (t)=\sqcap (t)={\begin{cases}0,&|t|>{\frac {1}{2}}\\[3pt]{\frac {1}{2}},&|t|={\frac {1}{2}}\\[3pt]1,&|t|<{\frac {1}{2}}\end{cases}}}
В этом определении в точках разрыва значение функции определено равным 1/2, но возможно определение этих значений иным способом, например, равным 0 и другими вариантами.
Другое определение функции через функцию Хевисайда {\displaystyle \theta (t)}:
{\displaystyle \mathrm {rect} \left({\frac {t}{\tau }}\right)=\theta \left(t+{\frac {\tau }{2}}\right)-\theta \left(t-{\frac {\tau }{2}}\right),}
или, иначе:
{\displaystyle \mathrm {rect} (t)=\theta \left(t+{\frac {1}{2}}\right)-\theta \left(t-{\frac {1}{2}}\right).}
Значение функции в точках разрыва зависит от определения значения функции Хевисайда в её точке разрыва.
Интеграл прямоугольной функции по всей прямой:
{\displaystyle \int \limits _{-\infty }^{\infty }\mathrm {rect} (t)\,dt=1.}

## Спектр прямоугольной функции

Функция sinc(x) является спектром прямоугольной функции

Спектральный образ прямоугольной функции:
{\displaystyle {\frac {1}{\sqrt {2\pi }}}\int \limits _{-\infty }^{\infty }\mathrm {rect} (t)\cdot e^{-i\omega t}\,dt={\frac {1}{\sqrt {2\pi }}}\cdot \mathrm {sinc} \left({\frac {\omega }{2}}\right),}
{\displaystyle \mathrm {sinc} \left({\frac {\omega }{2}}\right)={\frac {\mathrm {sin} \left(\omega /2\right)}{\left(\omega /2\right)}}} — ненормированная sinc-функция.
При использовании нормированной sinc-функции:
{\displaystyle \int \limits _{-\infty }^{\infty }\mathrm {rect} (t)\cdot e^{-i2\pi ft}\,dt=\mathrm {sinc} (f).}

## Свёртка прямоугольных функций
Треугольная функция может быть определена как свёртка двух прямоугольных функций:
{\displaystyle \mathrm {tri} (t)=\mathrm {rect} (t)*\mathrm {rect} (t)\;.}
На основе бесконечнократных свёрток прямоугольных функций, длины которых убывают в геометрической прогрессии, строятся атомарные функции.